# تام روگیچ
تام روگیچ (انگلیسی: Tom Rogić؛ زاده ۱۶ دسامبر ۱۹۹۲) یک بازیکن فوتبال است.وی همچنین در جام جهانی ۲۰۱۸ در هر ۳ بازی مرحله گروهی با پیراهن استرالیا به میدان رفت.